# Internationales Literaturfestival Berlin

Logo des ilb

Das Internationale Literaturfestival Berlin (Eigenschreibweise: internationales literaturfestival berlin oder kurz ilb) ist ein im September in Berlin stattfindendes Literaturfestival. Seit seiner Gründung im Jahr 2001 präsentiert das Festival die literarische Vielfalt zeitgenössischer Lyrik, Prosa, Nonfiction, Graphic Novels sowie Kinder- und Jugendliteratur aus aller Welt. Renommierte Autoren treten auf dem ilb neben internationalen Neuentdeckungen in einem breitgefächerten Programm auf. Gründer und bis 2023 Leiter des Festivals war Ulrich Schreiber, Träger des Festivals ist die Peter-Weiss-Stiftung für Kunst und Politik e. V. Seit Mai 2023 ist die Leiterin Lavinia Frey.
Das Festival findet an unterschiedlichen Orten in Berlin statt. Hauptveranstaltungsort ist seit 2005 das Haus der Berliner Festspiele. Hauptförderer des Festivals ist der Hauptstadtkulturfonds. Weitere Förderer sind das Auswärtige Amt, die Heinrich-Böll-Stiftung, die Foundation Jan Michalski sowie Botschaften, Kulturinstitute und Verlage. Ein Ziel des Festivals ist u. a. die Vernetzung von Literaten weltweit und die damit verknüpfte Realisierung internationaler (Literatur-)Projekte.

## Programm

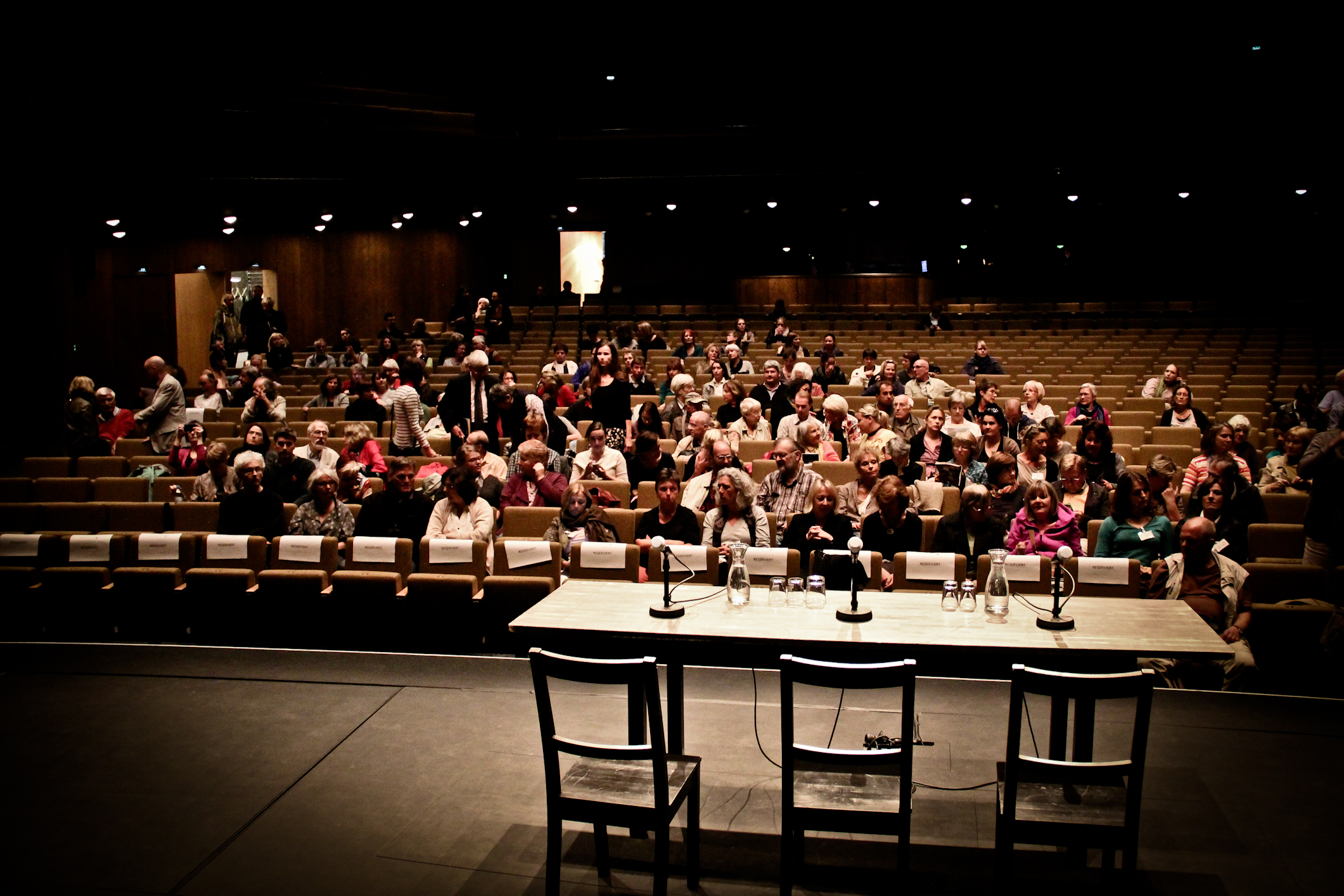
Lesebühne während des Internationalen Literaturfestivals im Haus der Berliner Festspiele

Das Programm gliedert sich in mehrere Sektionen: Literaturen der Welt, Internationale Kinder- und Jugendliteratur, Reflections, Science and the Humanities/Specials sowie Erinnerung, sprich. Jährlich findet im Rahmen des Festivals ein Graphic Novel-Day statt sowie die Reihe „New German Voices“. Seit 2001 treten Autoren des ilb im Rahmen der Reihe „Literatur hinter Gittern“ in Berliner JVAs auf. Seit 2005 gibt es Kooperationen mit dem Wissenschaftsjahr des Bundesministeriums für Bildung und Forschung. Seit 2019 kooperiert das ilb mit dem Exzellenzcluster „Temporal Communities. Doing Literature in a Global Perspective“ der Freien Universität Berlin.
Das ilb wird jedes Jahr mit einer feierlichen Abendveranstaltung eröffnet. Eröffnungsredner waren Leila Slimani (2021), Mario Vargas Llosa (2020), Petina Gappah (2019), Eva Menasse (2018), Elif Shafak (2017), César Aira (2016), Javier Marias (2015), Pankaj Mishra (2014), Taiye Selasi (2013), Liao Yiwu (2012), Tahar Ben Jelloun (2011), Juan Goytisolo (2010), Arundhati Roy (2009), Nancy Huston (2008), David Grossman (2007), Édouard Glissant (2006), Carlos Fuentes (2005), Antjie Krog (2004), Shashi Tharoor (2003), Dževad Karahasan (2002), Charles Simic (2001).

## Gäste
Seit 2001 nahmen über 2500 Autoren aus über 120 Ländern an dem Festival teil, darunter Swetlana Alexijewitsch, J. M. Coetzee, Nadine Gordimer, Günter Grass, Doris Lessing, Herta Müller, Orhan Pamuk, Wole Soyinka, Mario Vargas Llosa, Gao Xingjian sowie Charles Simic, Han Kang, Christian Kracht, Juli Zeh, Rebecca Solnit, Monica Ali, Eileen Myles, Samanta Schweblin, Carla Guelfenbein, Yasmina Reza, Mona Eltahawy, Hanan al-Shaykh, Marie NDiaye, Dacia Maraini, Ljudmila Ulitzkaya, Matthias Nawrat, Andreas Martin Widmann, Laksmi Pamuntjak und Antonio Tabucchi.

## Publikationen

### Festivalkatalog
Bis 2021 erschien jährlich zum Festival im Verlag Vorwerk 8 ein Katalog mit Fotos, Biografien in deutscher und englischer Sprache, Bibliographien sowie Texte der teilnehmenden Autoren. Die Biografien sind auf der Website des Festivals zu finden und bilden ein fortlaufendes Lexikon der internationalen Weltliteratur.

### Berliner Anthologie
In der Berliner Anthologie finden sich Texte und Gedichte aus aller Welt, ausgewählt von Gästen des internationalen literaturfestivals berlin.
- The Poetry Project,[4] 2016
- Woher ich nicht zurückkehren werde, 2015, herausgegeben von Christine Pütz, Anna Senft und Ulrich Schreiber, Verlag Vorwerk 8
- Ein literarischer Rettungsschirm für Europa, 2013, herausgegeben von Thomas Böhm, Robert Geselle und Ulrich Schreiber, Verlag Vorwerk 8
- den erdrand erleuchtet begierde, 2012, herausgegeben von Ajda Omrani und Ulrich Schreiber, Verlag Vorwerk 8
- Wenn ohne Grund die Nacht schön ist, 2009 herausgegeben von Ajda Omrani, Gregor Pohl und Ulrich Schreiber, Verlag Vorwerk 8
- Alle Uhren andere Zeiten, 2007, herausgegeben von Beatrice Faßbender und Ulrich Schreiber, mit einer Vorwort von Bora Cosic, Verlag Vorwerk 8
- Das Andenken, die Bilder der Erde, 2006, herausgegeben von Beatrice Faßbender und Ulrich Schreiber, mit einer Vorwort von Édouard Glissant, Verlag Vorwerk 8
- Aus einem Abgeschiedenen Land, 2005, herausgegeben von Beatrice Faßbender und Ulrich Schreiber, mit einem Vorwort von Ilma Rakusa, Alexander Verlag Berlin
- Irdisches Leben, blauer Dunst, 2004, herausgegeben von Beatrice Faßbender und Ulrich Schreiber, mit einem Vorwort von Michael Krüger, Alexander Verlag Berlin
- Das Gedächtnis der Wörter, 2003, herausgegeben von Beatrice Faßbender und Ulrich Schreiber, mit einem Lexikonartikel von Hans Magnus Enzensberger, Alexander Verlag Berlin
- An den Toren einer unbekannten Stadt, 2002, herausgegeben von Beatrice Fassbender und Ulrich Schreiber, mit einem Vorwort von Lars Gustafsson, Alexander Verlag Berlin
- Die Welt über dem Wasserspiegel, 2001, eingeleitet von Joachim Sartorius, Alexander Verlag Berlin

### Refugees Worldwide
„Refugees Worldwide“ möchte Erfahrungen, Eindrücke und Informationen über verschiedene Flüchtlingssituationen im europäischen wie außereuropäischen Kontext sammeln und vermitteln. Das Projekt tritt für einen Perspektivenwechsel im öffentlichen Diskurs über Migration ein, von einer eurozentrierten hin zu einer globalen Perspektive. Vor diesem Hintergrund verfassen Autoren literarische (Reise-)Reportagen über Flüchtlinge in für dieses Thema besonders virulenten Regionen.
Im August 2017 sind die ersten Reportagen als Anthologie im Verlag Klaus Wagenbach und kurz darauf in englischer Übersetzung im Verlag Ragpicker Press erschienen. 2019 erschien „Refugees Worldwide 2“ und 2022 „Refugees Worldwide 3“ im Verlag Klaus Wagenbach.

### Scritture Giovani
- Much Ado About Nothing, 2016, mit Texten von Ilaria Gasipari, Rebecca F. John, Nina Polak und Mercedes Lauenstein
- Home, 2015, mit Texten von Llŷr G. Lewis, Marco Parlato, Elske Rahill und Valerie Fritsch
- Sarajevo, 2014, mit Texten von Florian Kessler, Jemma L. King und Luca Giordano
- Jerusalem, 2013, mit Texten von Laura Fidaleo, Maarten Inghels, Meirion Jordan und Felix Stephan
- Why?, 2012, mit Texten von Andrea Lundgren, Antonio Baum, Eurig Salisbury und Francesca Scotti
- Names, 2011, mit Texten von Susanne Heinrich, Anna Lewis, Paolo Piccirillo und Kallia Papadaki
- Sea, 2010, mit Texten von Dora Albanese, Catrin Dafydd, Clemens Setz und Ştefania Mihalache
- 4.00 a.m., 2009, mit Texten von Paul Brodowsky, Gabriele Dadati, Owen Martell und Céline Robinet
- Sunshine, 2008, mit Texten von Cynan Jones, Giovanni Montanaro, Thomas von Steinaecker und Seray Şahiner
- Unruhe, 2007, mit Texten von Eirik Ingebrigtsen, Caryl Lewis, Thorsten Palzhoff, Chiara Valerio, David Machado
- Casablanca, 2006, mit Texten von Cristiano Cavina, Kirsten Fuchs, Gaute Heivoll, Aneirin Karadog und Ana Prieto Nadal
- Anderswo, 2005, mit Texten von Marco Archetti, Fflur Davfydd, Gunnhild Øyehaug, Antje Rávic Strubel und Daniel Odija
- Monster, 2004, mit Texten von Ingeborg Arvola, Valeria Parella, Owen Sheers und Gernot Wolfram
- Grenzen, 2003, mit Texten von Bjarte Breiteig, Richard John Evans, Angharad Price, Tilmann Rammstedt und Flavio Soriga
- Die Dinge ändern sich, 2002, mit Texten von Rajeev Balasubramanyam, Davide Longo, Marco Mancassola, Ingo Niermann, Silke Scheuermann und Rachel Trezise

## Freundeskreis
Der Verein „Freunde und Förderer des internationalen literaturfestivals berlin e. V.“ wurde 1999 gegründet. Der Verein fördert folgende Projekte des ilb: berlin liest, Literatur hinter Gittern, Weltweite Lesungen. Darüber hinaus ermöglicht der Verein jungen Autoren die Teilnahme am ilb.